# Foreign Trade of the DPRK
Foreign Trade of the DPRK ist eine nordkoreanische Zeitschrift, die seit 1965 vierteljährlich in deutscher, englischer, russischer, chinesischer, spanischer, japanischer und französischer Sprache erscheint. „Foreign Trade of the DPRK“ ist das Außenhandelsmagazin Nordkoreas und dient der Werbung für nordkoreanische Erzeugnisse auf dem Weltmarkt. Bis Ende 2012 sind insgesamt 425 Ausgaben erschienen.